# 张旭升 (1945年)
张旭升（1945年3月—），男，山东昌乐人，中华人民共和国政治人物，曾任中共青岛市委副书记，青岛市政协主席，第十届全国政协委员。